# Stórholt
Stórholt är en kulle i republiken Island. Den ligger i regionen Norðurland eystra, 400 km nordost om huvudstaden Reykjavík. Toppen på Stórholt är 30 meter över havet.
Runt Stórholt är det mycket glesbefolkat, med 5 invånare per kvadratkilometer. Närmaste större samhälle är Raufarhöfn, nära Stórholt. Omgivningarna runt Stórholt är i huvudsak ett öppet busklandskap.